# Джерела з історії Стародавнього Риму
Джерела з історії Стародавнього Риму різноманітні: це пам’ятки матеріальної культури, письмові матеріали і мовні дані. При використанні матеріальних залишків римської старовини передусім визначають їх призначення і датування. Пам’ятки писемності збереглися у вигляді рукописів на папірусі, пергаменті, шкірі, накреслених або переписаних в античну або середньовічну епоху, а також у вигляді написів на камені, кераміці, металі. Спочатку їх потрібно прочитати, чим займаються фахівці-текстологи, палеографи, папірологи, епіграфісти, нумізмати. За змістом усі письмові джерела діляться на наративні, або розповідні (твори істориків, географів, філософів та інших вчених, твори художньої літератури), і документальні (державні акти, рішення жрецьких або ремісничих колегій і приватні документи — заповіти, боргові розписки і так далі). Усі історичні пам’ятки, як письмові, так і матеріальні, можна класифікувати і за тематикою — економіко-висвітлювальні, висвітлювальні соціального життя, релігії і такого іншого.

## Джерела з історії царського і республіканського часу
Пам’ятки матеріальної культури мають первинне значення для вивчення прадавньої епохи. Завдяки знахідкам кременевих знарядь праці, як шелльского типу, так і пізніших сокир і молотів, кременевих наконечників стріл, грубого посуду, наскельних зображень, скелетів від пітекантропа до людини кроманьйонця, археологи довели, що Італія була заселена в епоху палеоліту і неоліту. Численні поховання із заупокійними приношеннями, різний вид поховань (кремація та інгумація), сліди пальових поселень і хатин виявили культури бронзового і раннього залізного віків у різних племен і народностей. У Південній і Середній Італії, а також на островах збереглися сліди селищ греків мікенського часу і періоду великої грецької колонізації.
До рубежу VIII—VII ст. відносяться залишки святилищ Карфагенів і поселень на о. Сардинія. Великий матеріал, що характеризує етруську культуру, зберігся в Північній і Середній Італії, переважно в некрополях. Похоронні камери дають уявлення про планування і облаштування житла, зброю, начиння, ювелірні прикраси. Стіни гробниць покриті зображеннями божеств, написами, що часто супроводжуються сценами бенкетів, полювання, спортивних змагань. Завдяки аерофотозйомці був виявлений згадуваний античними авторами порт Спіна на Адріатиці, відокремлений нині на десятки кілометрів від моря наносами річки По. Неподалік від Риму, в етруському порту Піргі, були відкриті залишки святилищ V ст. до н. е. У тайнику однієї із споруд — храму знайдені золоті пластини з етруськими і фінікійськими текстами ідентичного змісту. Вони присвячені богині, названій етруським ім’ям Уні і Карфагеном — Астарта. Цей комплекс свідчить про тісні зв’язки Тоскани, Риму і Карфагена наприкінці VI — початку V ст. до н. е..
Археологічні пам’ятники самого Риму мають особливе значення. За фрагментами кераміки можна судити про поселення, які відносяться до апеннінської культури бронзового століття, і контакти з мікенськими греками. На Палатині, Есквиліні та інших пагорбах, а також на форумі виявлені численні могили, у тому числі сакральний комплекс, який іменується могилою Ромула, а на Палатині — сліди хатин початку I тис. до н. е. і стіни Ромулова померія VIII ст. до н. е. Від VII ст. до н. е. збереглися перше мощення форуму і система водостоків; від VI ст.— фундаменти храмів, у тому числі на Капітолії, теракотові фрагменти їх прикрас, бронзова скульптура вовчихи — годувальниці близнюків, а також нижній шар оборонної міської стіни, побудованою Сервієм Тулієм (верхній належить IV ст. до н. е.). Усе це — свідчення етруського панування. Однією з прадавніх будов форуму був круглий храм Вести, який багато разів горів і відновлювався у колишньому вигляді. Поряд з ним поміщався будинок жриць-весталок, колись двоповерховий, від якого залишився лише парадний зал, прикрашений статуями його мешканок. Зберігся потужний остов архівосховища на кромці Капітолія, а під ним — руїни храму Конкордії. У північно-східному секторі форуму розчищено місце проведення народних зборів — коміцій із трибуною для ораторів, видно аркади Аппієвого водопроводу — пам’ятники республіканського часу. Останнім комплексом, що матеріально втілює кінець цієї епохи, є форум Цезаря. Від нього дійшла до нас витончена колонада храму Венери. 

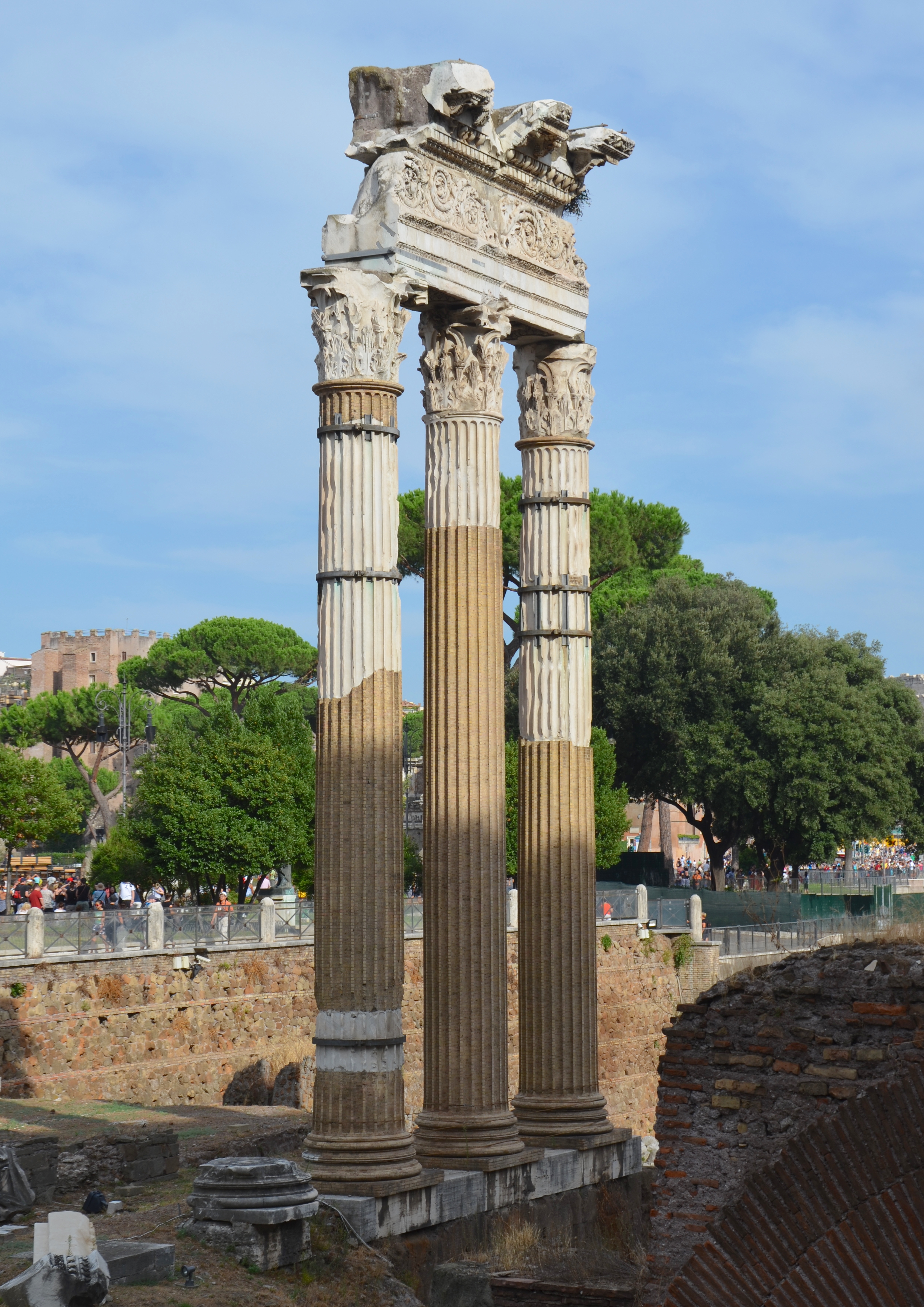
Колонада храму Венери

У різних частинах Італії виявлено багатий матеріал, який характеризує будівельну техніку, архітектуру і мистецтво, побут, економіку і військову політику республіканської епохи. Це — міста і селища з пам’ятниками доримського і римського часу, з прилеглими до них земельними ділянками, виявленими іноді завдяки аерофотозйомці, дороги (Аппієва, Фламінієва та ін.), які служать людям і донині, мильові і межові камені, мости і акведуки (водопроводи). Важливі і знахідки грошей, вагових і у вигляді монет, як показники економічного розвитку.
Епіграфічні пам’ятки. Пам’ятники матеріальної культури іноді супроводжуються написами. Але для царської і республіканської епох їх порівняно небагато. Найбільш ранніми в Італії є грецькі написи з острова Іск’я. Зв’язний віршований текст на посудині датується VIII ст. до н. е. Починаючи з VII ст. до н. е. у Тоскані, Паданскій Етрурії, в Лації і Кампанії з’являються етруські написи. У області Сабіна були виявлені фрагменти сабінських написів на вазах VII ст. до н. е. Відомий ранній умбрський текст, накреслений на таблицях з міста Ігувія. Це — ритуальні встановлення жрецької колегії. На території Риму найбільш давній напис представлений на керамічному уламку VII ст. до н. е. етруськими або грецькими буквами. Збереглася тільки частина слова або імені. Найдавнішим латинським написом є так званий напис Чорного каменю з римського форуму. Він висічений на конусоподібному камені, засипаному землею, на яку покладена чорна плита. Текст погано зберігся. Слова у ньому — латинські, а букви — грецькі. Датується напис VII—VI ст. до н. е.. Місце його виявлення називають могилою Ромула. Оскільки прямих доказів тому немає, більшість учених вважають цю ділянку форуму місцем шанування легендарного засновника Риму. 
Прадавні написи малоінформаційні, але їх наявність підтверджує свідчення античних авторів про значення грецького і етруського впливів на культуру ранньої Італії. Починаючи з III ст. до н. е. число написів зростає. Важливу інформацію містять епітафії з викладом історичних подій і досягнень покійних героїв, знайдені в сімейних усипальнях римської знаті. Написи на саркофагах знаменитої сім’ї Сципіонів оповідають про їх участь у війнах, будівельній діяльності, про почесні посади, які вони займали. З епітафій ми дізнаємося про вірування і етичні переконання римлян.
Велику цінність становлять державні акти II—I ст. до н. е. Від 187 р. до н. е. дійшла постанова сенату про заборону вакханалій, від 45 р. до н. е. — закон, висхідний до Юлія Цезаря, що регулює облаштування міст, які отримали статут самоврядних муніціпіїв.
Численні написи II—I ст. до н. е. з різних місць Італії і провінцій різноманітні за змістом. У них відбиті господарське, соціальне і релігійне життя, а також відносини Риму з містами і громадами Римської держави.
Ранній історії Риму присвячені також написи пізнього часу. Своєрідним їх видом є елогії, переважно складені в епоху Августа. Елогії поміщалися на постаментах статуй, які зображували давніх героїв, що прикрашали площі в Римі та інших італійських міст, в якості копій римських пам’ятників.
Значення епіграфічних пам’яток визначається їх достовірністю.
Мова і писемність також є історичними джерелами. З їх допомогою датуються тексти, тому що склад алфавіту і форми букв з часом мінялися. По появі грецьких, іллірійських, етруських слів і імен встановлюються культурні впливи на Рим і етнічні процеси, що відбувалися.
Особливе значення мають письмові джерела. Передусім це твори античних письменників різних жанрів. У сукупності вони утворюють античну традицію. До наших днів дійшли порівняно пізні тексти, не раніше III ст. до н. е., але їх автори ґрунтуються на більш ранніх матеріалах, втрачених для нас. В основі цієї частини традиції лежать:
1. офіційні записи про життя римської общини;
2. усна народна творчість, родові і сімейні віддання;
3. відгуки греків на події в далекій Гесперії (тобто. Західній країні), як вони називали Італію[7].

До офіційних актів відносяться царські закони і закони перших республіканських магістратів; договори Риму з латинськими містами і Карфагеном, історичність яких сучасною наукою не піддається сумніву; записи жрецьких колегій. Виняткове місце займала серед них колегія понтифіків, створення якої приписується другому цареві, Нумі Помпилію. Понтифіки відали фастами, релігійним календарем, визначаючи дні, угодні (dies fasti) і неугодні божествам (dies nefasti), коли заборонялося робити приватні і громадські справи. Вже в царську епоху глава колегії, великий понтифік, складаючи фасти, став записувати видатні події року — затьмарення світил, війни, мор і т. ін. З початком Республіки рік стали означати по імені вищих посадовців, консулів. Понтифіки складали їх списки, які дістали назву консульських фастів, а потім і списки інших магістратів. Разом із цим з’явилися записи про тріумфи полководців, тріумфальні фасти. На початку нашої ери консульські і тріумфальні фасти були зібрані і опубліковані. У XIX ст. їх вдалося повністю відновити. Виявилося, що в давній частині вони були фальсифіковані представниками римської знаті, яка не могла похвалитися старовиною свого роду і прагнула довести її за допомогою «виправлення» документів.
На основі фастів складалися офіційне римське літописання, щорічні записи понтифіків, або аннали (від annus — рік). Приблизно 130 р. до н. е. понтифікальні аннали були опубліковані у 80 книгах великим понтифіком Публієм Муцієм Сцеволою. Вони називаються «Великими анналами». Текст їх не зберігся. Але відповідно до фастів можна вважати, що при незначній фальсифікації в основі своїй «Великі аннали» містили достовірні дані. У малому збереженні дійшли до нас і записи релігійних колегій — фрагменти гімну жерців-орачів (Арвальских братів) і пісні жерців-саліїв, що супроводжувалися войовничим танцем.
Найбільш ранні уявлення греків про жителів Італії містяться в «Одіссеї» Гомера. Гесіод першим називає героя римської історії Латина, а перша згадка про Рим зустрічається у Гелланіка Лесбійського. Найбільш обізнаними з ранніх грецьких авторів були сицилійські історики, список яких відкривається Антіохом Сиракузьким (кінець V ст. до н. е.). Їх твори майже не дійшли до нас, але були враховані римською історіографією III—II ст. до н. е. Перші історичні твори римляни створювали в поетичній формі. Так, кампанський уродженець Гней Невій (III ст. до н. е.) оспівав у віршах Першу Пунічну війну, учасником якої він був. Але перед викладом подій цієї війни він подав попередню їй історію Риму, починаючи з троянської легенди. Його молодший сучасник, учасник Другої Пунічної війни, Квінт Енній створив поему «Аннали», яка охоплює період від прибуття Енея в Італію до його часу. У III ж столітті до н. е. в умовах зовнішніх успіхів Риму і з поширенням грецької культури в середовищі освічених римлян виникла прозаїчна анналістична література. Першим анналістом був Квінт Фабій Піктор, який писав грецькою. Але Марк Порцій Катон Старший (234—149), який йшов за ним став писати латиною. У творі «Origines» («Начала») історія Риму з його зародження представлена у зв’язку з історією інших племен і народностей Італії. Анналісти III — середини II ст. до н. е. іменуються старшими.
На відміну від них анналісти кінця II — початок I ст. до н. е. називаються молодшими. Якщо старші анналісти, наслідуючи понтифікальним анналам, відрізнялися сухістю і достовірністю викладу, то молодші прагнули до цікавості, розквітчували свої оповідання захоплюючими подробицями, іноді вносили в зображення старовини ідеї, які хвилювали сучасну їм епоху. Але для усієї анналістики була характерна патріотична спрямованість, успадкована подальшою римською історіографією. Твори обох поколінь анналістів майже повністю втрачені. Але на них ґрунтувалися ті античні письменники, чиї твори збереглися. По-перше, це грецькі історики, автори праць по всесвітній історії. Видатним представником цього жанру був Полібій (200—120 рр. до н. е.), ахейський аристократ, який прожив 16 років в Римі в якості заручника. Його «Загальна історія» в 40 книгах на грецькій мові охопила період трьох Пунічних воєн (264—146 рр. до н. е.), коли Рим перетворився на велику Середземноморську державу. Основою римських успіхів він вважав розумне поєднання в державному укладі начал монархії, аристократії і демократії. Основна увага Полібія зосереджена на політичній історії.
Як би продовжувачем його був грек Посидоній (кінець II — перша половина I ст. до н. е.), на відміну від Полібія, який негативно відносився до римського панування в завойованих країнах. У праці «Історія» він описав Рим переважно в відносинах з елліністичними містами. Його праця не збереглася, але нею користувалися інші античні автори. Серед них був Діодор Сицилійський (90—21 рр. до н. е.), що написав загальну історію в 40 книгах під назвою «Історична бібліотека». У частині праці, яка збереглася, міститься історія Риму V—IV ст. і кінця II — початок І ст. до н. е. Особливе значення мають його повідомлення про соціальну боротьбу, про повстання рабів в Сицилії і Італії під проводом Спартака.
Власне історії Риму присвячували свої праці багато письменників. Найбільш популярною в давнину була праця Тита Лівія з Падуї (59 р. до н. е.— 17 р. н. е.) «Історія Риму від заснування міста» з 142 книг. З неї дійшла в основному частина, яка охоплює період від правління царів до 168 р. до н. е. Інші збереглися в коротких витягах. Це — якнайповніше античне зведення відомостей по римської історії, викладене захоплююче, з яскраво вираженою патріотичною тенденцією і вихвалянням Республіки. Раніші учені вважали Лівія лише ритором, який розважав читачів легендами і вигадками про ранній Рим. Але новітні досягнення в області археології і лінгвістики примушують істориків визнати, що в захоплюючому і повчальному оповіданні Лівія знаходиться ядро справжньої історії. Воно дає багату інформацію про внутрішню і зовнішню політику, про релігійне життя Риму, малює яскраві образи римських героїв.
Історію від основи Риму до 30 р. н. е. написав в двох книгах Веллей Патеркул (I ст. н. е.). У них Рим представлений як центр всесвітньої історії. Але на відміну від Лівія патріотична праця Веллея пронизана монархічною ідеєю.
Дуже детально розглянута рання етнічна, соціальна, політична і культурна історія Риму в праці проримськи налагодженого грецького ритора Діонісія Галікарнаського, який жив в Римі в останній третині I ст. до н. е. Його «Римська старовина» включала 20 книг. З них повністю збереглося 9, де викладаються події до 442 р. до н. е. Діонісій вважає римлян і греків спорідненими народами і пояснює цим багато явищ римської історії. Цінність праці полягає в тому, що у ній детально зафіксована грецька традиція, в головних рисах підтверджена археологічними і лінгвістичними даними.
Як і Діонісій, писав грецькою свою Римську історію Діон Касій (прибл. 155—235). Це — велика праця із 80 книг анналістичного характеру. У найкращому вигляді дійшли до нас книги, що містять історію з 60-х років I ст. до н. е. до падіння Республіки. У них детально висвітлені перипетії громадянських воєн. Діон вихваляв Римську республіку і одночасно імператора, правлячого у згоді з сенатом.
Окрім творів, які викладали історію Риму в хронологічному порядку, були створені праці, побудовані в систематичному плані. Александрійський грек Аппіан (II ст. н. е.) був переконаним прибічником римського володарювання і монархії. Він написав грецькою «Римську історію» в 24 книгах. Матеріал в них розташований за територіально-етнічним принципом. Книги так і називаються: «Римська», «Самнитська», «Сицилійська» і т. д. Виняткове значення для відтворення історії Республіки має книга «Громадянські війни». Виклад у ній строго фактичний. Аппіан виділяється серед древніх істориків тим, що розкриває, за словами К. Маркса, «матеріальну підкладку» громадянських воєн, яка полягає у боротьбі дрібного землеволодіння з великим.
Сучасник Аппіана Луцій Анней Флор створив на латинській мові «Епітоми римської історії». У центрі його уваги — внутрішні і зовнішні війни Риму з царської епохи і аж до часу Августа.
Короткий виклад історії Риму знаходиться у письменників IV ст. н. е. Аврелія Віктора і Євтропія. Вони ґрунтувалися на працях своїх попередників, в першу чергу Лівія.
Римська історіографія була представлена і монографіями. Збереглися праці Гая Саллюстія Кріспа (86—35 рр. до н. е.) — «Змова Каталіни», «Югуртинська війна» і фрагменти «Історії», присвячена опису громадянських воєн кінця II — першої половини I ст. до н. е. Саллюстій був супротивником сенатської олігархії, відповідальної за моральне розкладання суспільства, і захопленим прибічником Цезаря, якому був особисто зобов’язаний. Його ідеал — помірно демократична республіка. Стислість і виразність викладу він запозичив у Цезаря. Вони поєднувалися у Саллюстія з яскравими характеристиками історичних персонажів.
Важливе значення для вивчення пізньої Республіки мають «Записки про галльську війну» і «Записки про громадянську війну» Гая Юлія Цезаря (101—44 рр. до н. е.). За формою це монографії, оскільки автор говорить про себе в третій особі, але по суті — мемуари. Перший твір містить найбагатший матеріал не лише з етнографії і соціальної історії Галлії, а й і з військової і провінційної політики Риму; другий — тенденційний, але багатий на достовірний фактичний матеріал.
Прославлений судовий і політичний оратор, супротивник Цезаря, прибічник звичаїв предків і сенатської Республіки Марк Тулій Цицерон (106—43 рр. до н. е.) залишив величезний літературний спадок. У його записах публічних розмов встає яскрава картина повсякденного політичного життя Риму (наприклад, розмови проти Каталіни) і провінцій (розмови проти Верреса). Його листи до рідних і близьких вводять нас в круг господарських турбот, політичної і ідейної боротьби того часу. У трактатах «Про закони», «Про державу», «Про природу богів» — безліч даних про релігію, державний устрій, право, про події римської історії, починаючи з прадавніх часів. Виняткова вченість Цицерона при усій його тенденційності робить його праці найважливішим історичним джерелом.
У Римі був дуже популярним біографічний жанр. Твори цього роду відрізнялися моралізаторською спрямованістю. Вони завжди містили відомості не лише про життя і діяльність своїх героїв, але і історії. Виключно інформативні 23 парних порівняльних біографії знаменитих греків і римлян, починаючи з легендарного Ромула, створені беотійцем Плутархом (46—126). Гай Светоній Транквілл (II ст. н. е.) лише одну з 12 біографій римських правителів присвятив героєві пізньої Республіки — Цезарю. Але і у біографіях імператорів — маса екскурсів в соціальну і політичну історію Республіки. Твори обох біографів побудовані на великій базі першоджерел.
В якості джерел з історії раннього Риму найважливіше значення має література антикварного і енциклопедичного характеру. Перу Марка Теренція Варрона (116—27 рр. до н. е.) належать праця «Старовини божественних і людських справ», що дійшла в уривках, в кращому збереженні — трактат «Про латинську мову» з поясненням слів, що стали незрозумілими, і звичаїв. Ту саму роль виконують коментарі Сервія (IV ст. н. е.) до творів Вергілія і Асконія Педіана (I ст. н. е.), до творів Цицерона. Епосі Августа належить тлумачний словник Веррія Флакка. Він не зберігся, але до нас дійшли витяги з цього словника, складені в II ст. н. е. Фестом, і короткий конспект праці Феста, зроблений автором VII ст. Павлом Діаконом. У I ст. н. е. була написана ерудитом Плінієм Старшим багатотомна «Природнича історія», що включала відомості з географії, етнографії та історії. Також від I ст. н. е. відбувається збірка історичних прикладів в допомогу риторам. Він написаний Валерієм Максимом і називається «9 книг достопам’ятних слів і діянь». До II ст. н. е. відноситься аналогічний твір Авла Геллія під назвою «Аттичні ночі». У ньому приведено дані з втрачених творів і ранніх документів.
Зі спеціальної наукової літератури необхідно згадати трактати про сільське господарство, які належать перу Катона і Варрона. Вони дають найбагатший матеріал по економіці, соціальному ладу і побуту Італії II—I ст. до н. е., дозволяють простежити динаміку розвитку рабовласницьких відносин і структури виробничих одиниць в італійському сільському господарстві.
У «Географії» понтійського грека Страбона (прибл. 65 р. до н. е.) містяться відомості не лише географічного, але й історичного, етнографічного та економічного характеру.
Антична традиція про царський і республіканський Рим отримала відображення і в художній літературі. У героях комедіографа III — початок II ст. до н. е. Плавта, зображені сучасні йому римляни, що носять грецькі імена. Комедії Плавта — живе джерело знань про римський побут і устої. Тематика ранньої історії Риму використана Вергілієм в «Енеїді», а громадянських воєн кінця Республіки — Луканом в поемі «Фарсалія». Політична оцінка Цезаря і його оточення, а також повсякденне життя римських обивателів відбиті у віршах Гая Валерія Катулла, а перипетії громадянських воєн і мирний ідеал простих римлян отримали висвітлення у поета Квінта Горація Флакка.
Різноманітні відомості про римські язичницькі вірування містяться в працях пізніх християнських апологетів — Арнобія, Лактанція, Августина Блаженного та ін.
Особливу групу документальних джерел складають юридичні пам’ятки. Відомості про соціальну структуру, господарство, судочинство і куксу початку Республіки і частково царського часу знаходяться в архаїчних законах XII таблиць. У працях римських правознавців епохи Імперії зафіксовані і пояснені багато норм цивільного життя, висхідних до архаїчного і республіканського періодів. У Дигестах, тобто у збірці цитат з творів юристів II—III і частково I ст. н. е. з використанням документів, дається коротка історія римського права і соціально-політичного ладу починаючи з архаїчного часу.

## Джерела з історії Імперії
Пам’ятники матеріальної культури. Територія сучасного Риму багата руїнами імператорського часу. Символом епохи стали парадні, одягнені мармуром площі, які мають імена імператорів, що збудували їх, — форуми Августа, Веспасіана, Нерви, Траяна.

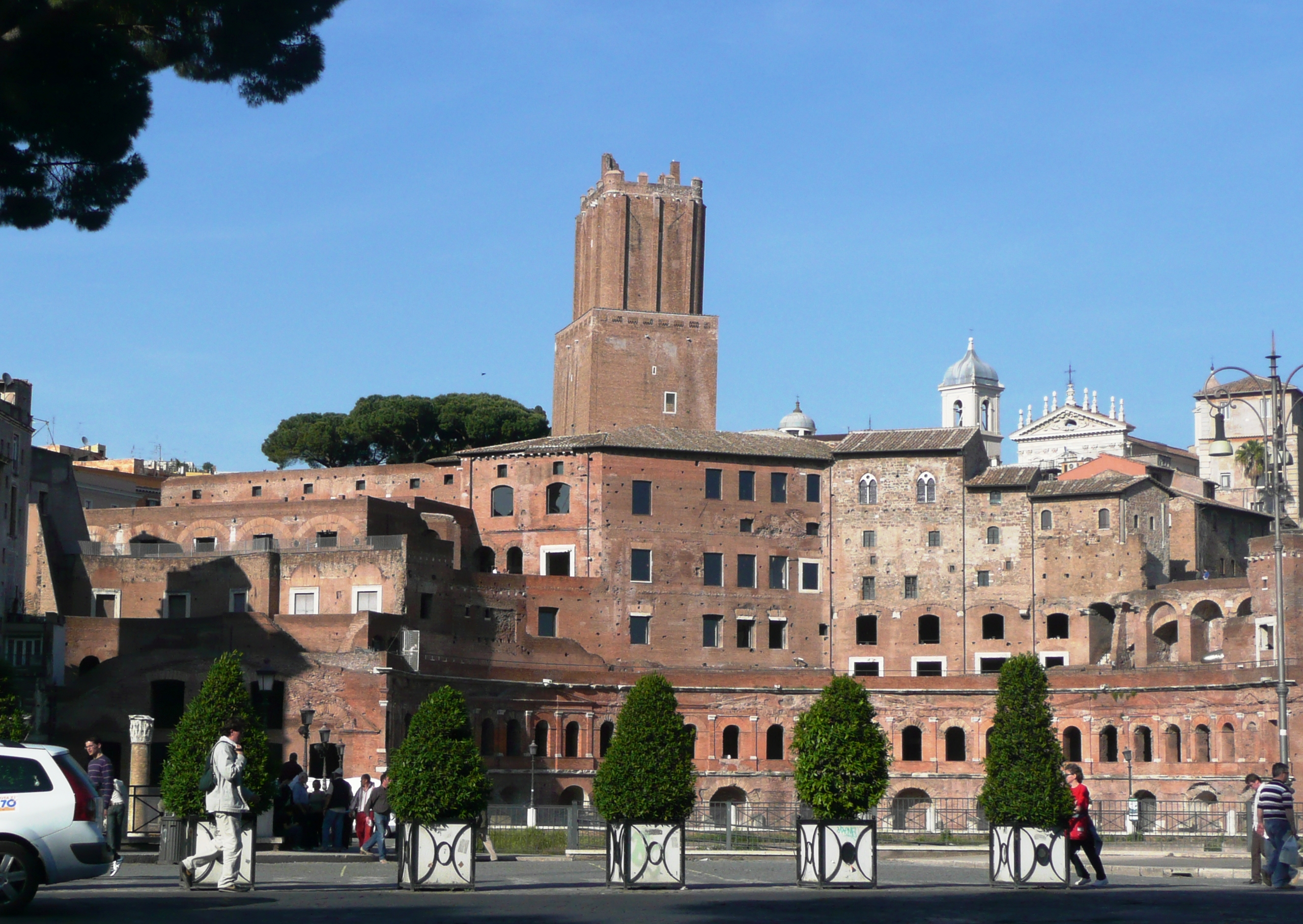
Форум Траяна в Римі

Велику частину старого форуму займають храмові будівлі, споруджені або відновлені в імператорську епоху. Тут збереглися залишки величних храмів Веспасіана (I ст.), Антоніна і Фаустіни (II ст.), Ромула на честь юного спадкоємця Максенція, велетенські арки базиліки Костянтина (IV ст.). Вражає фундаментальністю і водночас простором і спрямованістю вгору храм на честь усіх богів — Пантеон (II ст.) на Марсовому полі. Примітною особливістю імператорського Риму, що відбиває розширення його держави і синкретизм його культури, є святилища іноземних богів — Ізіди, Серапіса, Мітри. До специфічних римських пам’ятників відносяться тріумфальні арки. У південній частині форуму біля Палатина височіє однопролітна арка Тита, споруджена в пам’ять перемоги над юдеями (I ст.); у північній частині — арка Септимія Севера  з трьома прольотами і з множиною скульптур на честь перемоги над парфянами (кінець II ст.); біля форуму — величезна арка Костянтина із зображенням численних фігур підданих з оточення імператора.
Пам’ятники імператорських діянь — вівтарі і колони. Вівтар миру як знак політики цивільного заспокоєння був споруджений при Августі, який зображений на ньому разом зі своєю сім’єю. Святилище було прикрашене також барельєфами, символізуючими благоденствування Італії в правління Августа. Колона Траяна (початок II ст.), що височіє на його форумі, опоясана рельєфом, який є кам’яним літописом дакійських походів і перемог. Рельєфи на колоні Марка Аврелія (II ст.) прославляють перемогу імператора в маркоманнських війнах.
Типовим атрибутом римської культури є терми. Усі вони в межах Риму сильно зруйновані. Але навіть розвалини величезних терм Каракалли (початок III ст.) біля підніжжя Авентина вражають. Вони займали площу в 12 га і були розраховані на 1600 відвідувачів. Ще грандіозніше, судячи з руїн, були терми Діоклетіана (початок IV ст.), що вміщували удвічі більше людей.
Уявлення про інші культурні потреби римлян дають видовищні споруди. Ще від Помпея йде традиція спорудження стабільних кам'яних театрів. Від першого театру його імені залишилися незначні фрагменти. Наступним був театр Марцелла на 14 000 глядачів. Про особливу популярність кривавих гладіаторських ігор і цькування звірів свідчать амфітеатри. Найграндіознішим із них є Колізей, зведений в правління Флавіїв (I ст. н. е.). Він вміщував 50 000 чоловік. У епоху ранньої Імперії був облаштований Великий цирк, заснований ще в царську епоху для змагання колісниць.
Смаки і придворний побут Риму можуть бути простежені по руїнах палаців імператорів і членів їх сімей на Палатині. Історичним джерелом виступають портретна скульптура, мозаїки і фресковий живопис. Портретна скульптура — це парадні статуї імператорів, їх дружин і дітей, а також рельєфні зображення на надгробках знатних і простих римлян і навіть вільновідпущеників і рабів. Взагалі римські похоронні комплекси із зображенням побутових сцен і написами несуть різноманітну інформацію про соціальну стратифікацію, етнічну приналежність, звичаї і релігію провінціалів і столичних жителів. Зберігшись від кінця Республіки і епохи Імперії колумбарії, особливо в околицях Риму, належать знаті, колегіям ремісників, членам імператорських сімей. Підземні галереї, які використовувалися для поховань (катакомби), прояснюють для нас побут і вірування ранніх християнських громад. Пам’ятником пізньої Імперії, що нагадує про внутрішню і зовнішню нестійкість держави, є міська стіна в Римі, побудована імператором Авреліаном (III ст.).
Усі перераховані типи пам’ятників повторюються в Італії і провінціях. Своєрідним і дуже красномовним комплексом була вілла Адріана в Тибурі. По волі імператора там були відтворені грецькі театр, стадіон, священна ділянка Серапіса з єгипетського міста Канопа, навіть частина вподобаної Адріаном Темпейської долини у Фессалії, поміщені копії знаменитих статуй великих грецьких художників.
Завдяки розкопкам в Остії, а також в Помпеї, Геркуланумі і Стабіях, звільнених від попелу і лави, вивергнутих Везувієм в 79 р. н. е., оживають в нашому уявленні економіка, побутова повсякденність і культура римської Італії. Давня Остія виросла при Імперії у багатолюдне місто, головний торговий порт Італії. Вона була розпланована за зразком римського військового табору з перетином паралельно розташованих з півночі на південь і зі сходу на захід вулиць. Місто прикрашали громадські будівлі храмів Юпітера, Мітри, Ізіди та Серапіса, театрів і терм. Археологи розкрили житлові квартали переважно з багатоповерхових прибуткових будинків — інсул, будівлі контор і крамниць, декорованих мозаїкою. Інший вигляд має Помпея — курортне місто. Воно було забудовано вишуканими будинками-віллами, що належали як місцевій, так і столичній знаті. Але форум, будівлі храмів, театрів, палестри свідчать і про інтенсивне громадське і ділове життя. Фресковий живопис доповнює ці свідчення сценками ремісничої праці в майстернях, торгових угод, покарання учнів в школі і т. ін. Сільські садиби під Помпеєю з панським будинком, господарськими будівлями і угіддями, з робочим інвентарем, комірками і колодками для рабів — джерело для вивчення побуту, економіки і соціальних відносин Італії початку Імперії.
Про розвиток будівництва і впровадження римських форм життя говорять залишки облаштованих, побудованих за планом римського військового табору міст Тамугади в Алжирі, Честер в Англії, Аквінка в Угорщині. Всюди будуються мости, дороги, акведуки, виникають форуми, ставляться арки. Про просування римської цивілізації в провінціях нагадують залишки терм, амфітеатрів і цирків.
Як символ римської влади височіли усією Імперією храми, присвячені імператорам: Августу — в Німі, Траяну — в Пергамі, Адріану — в Ефесі; а також монументи на честь римських перемог: Траяна — в Адам-Кліссі (Румунія). Речові сліди римських фортифікаційних робіт видно в залишках оборонних валів, що розтягнулися по довжині державного кордону від Британії до України, а також фортеці в Дура-Европос на Євфраті.
Особливу групу джерел утворюють дані нумізматики. Матеріал, з якого виготовлялися монети, їх вага і місця знахідок є вказівкою на економічний стан суспільства, включаючи напрями торгових зв’язків. Монетні легенди характеризують пропагандистські цілі правителів. Монети разом з іншими пам’ятниками допомагають їх датуванню.
Епіграфічні пам'ятки. Написи епохи Імперії численні і різноманітні. Особливе місце серед них займає автобіографія Октавіана Августа. У ній імператор вихваляє свої заслуги перед Римом у встановленні цивільного миру, налагодженні східної політики, в наділі землею ветеранів, в проведенні щедрих роздач і будівельних робіт і лицемірно заявляє про відновлення ним республіки. Напис можна вважати політичним маніфестом Августа.
До правління Тиберія відноситься напис з міста Геби в Етрурії, який стосується виборної реформи і вказує на занепад народних зібрань.
Про посилення імператорської влади свідчить римський напис про розширення повноважень Веспасіана (69 р. н. е.). Закон одягнений у форму сенатської постанови говорить про прагнення імператора правити у згоді із сенатом. Про муніципальне життя красномовно свідчать написи, які зафіксували закони провінційних міст Іспанії. З них виявляються соціальна структура, облаштування управління і правовий статус муніципіїв. Завдяки недавній знахідці такого тексту дізналися про існування і місцезнаходження не згаданого в інших джерелах іспанського муніципія Ірні.
Красномовним свідченням муніципальної активності є помпейські написи. У них зафіксовані передвиборча боротьба, турботи міської влади про благоустрій, благодіяння окремих осіб відносно міста, оголошення про гладіаторські бої та інші уявлення.
Епіграфічні джерела містять матеріал, який характеризує економічний стан Римської держави, скрутне становище населення. Спроба центральної влади встановити тверді ціни на продукти і оплату праці зафіксована в едикті Діоклетіана 301 р., фрагменти якого знайдені в Малій Азії, Єгипті та інших місцях Імперії.
Про життя сільських громад, про структуру громадських земель, про муніципальне землеволодіння, про зростання імператорського земельного фонду в Італії, а також про аліментарну політику імператорів дає уявлення напис I ст. н. е. на таблиці з міста Велейя в Лігурії.
Письмові джерела. Дуже короткі відомості про встановлення і початок Імперії містяться у витягах з праці Лівія. Детальніше описаний цей період в 2-й книзі праці Г. Веллея Патеркула (19 р. до н. е. — 31 р. н. е.), яка мала виклад до 30 р. н. е. Основну увагу він приділяє військово-політичним подіям, але торкається і історії культури. Про Августа і Тиберія Веллей говорить в апологетичному тоні. Про війни епохи Імперії з неточностями в іменах і датах розповідає в 2-й книзі «Епітом римської історії про усі війни за 700 років» Луцій Анней Флор (II ст. н. е.). Події епохи Флавіїв отримали висвітлення у творі знатного юдея Йосипа Флавія «Юдейська війна». Він був учасником цієї війни і перейшов згодом на сторону римлян.
Особливе місце серед істориків, які висвітлювали ранню Імперію, належить Корнелію Тациту (прибл. 55—120 рр.). Він був вершником, мав походження з Галлії, але добився високого становища в Римі, обіймаючи почесні посади квестора, претора, консула і проконсула. Тацит писав в анналістичній манері. Його «Історія» в 14 книгах містить події правління Флавіїв, а «Аннали» в 16 книгах -від смерті Августа до кінця династії Юліїв — Клавдіїв. Його інтерес зосереджений на внутрішній історії, особливо на взаємовідносинах імператорів із сенаторським прошарком. Хід історії, на його думку, залежить від моральних якостей людей. Тацит проголосив принцип писати без гніву і пристрасті, але сам його не наслідував. З явним засудженням описує він імператорське свавілля і розбещену придворну кліку. Його ідеал — вільна республіка. Тацита відрізняють точність і одночасно образність, виразність викладу.
Присвячена Імперії частина Римської історії сенатора Діона Касія Кокцейяна дійшла до нас у поганому стані. Найдетальніше викладена ним епоха Августа, багато цінних відомостей повідомлені по політичній історії Антонінів і Северів. Зміст втрачених книг відомий по витягах, зроблених в XI— XII ст. візантійськими істориками Зонарой і Ксифіліном.
Останні десятиліття правління Антонінів, починаючи з Марка Аврелія, та епоху Северів описав на грецькій мові Геродіан (170—240 рр.). У «Короткій історії Риму», написана Евтропієм в жанрі анналів за дорученням імператора Валента, викладена канва усієї історії Імперії. Вона доведена до 367 р. н. е., тобто до початку правління цього імператора. Твір Евтропія користувався винятковою популярністю. Видним явищем римської історіографії була творчість грека, що писав латинською мовою, з Антіохії Амміана Марцелліна (прибл. 330 — прибл. 400 рр. н. е.). Будучи військовим, у справах служби він перебував у багатьох провінціях і накопив безліч знань і вражень. Вийшовши у відставку, Амміан створив працю «Діяння» в 31 книзі, намагаючись наслідувати Тациту, як його продовжувач. Своє оповідання Амміан починає з тієї миті, на якій закінчувалася «Історія» Тацита, тобто з правління Нерви, і доводить його до 378 р. Майже половина його книг втрачена, збереглася лише частина їх (книги з 14 до 31), присвячені часу з 353 по 378 р. Але і це велика цінність, оскільки Амміан дотримувався об’єктивного і правдивого висвітлення подій, сучасником і учасником яких він був.
В епоху Імперії отримав популярність біографічний жанр. Апологетична біографія Августа під назвою «Життя Цезаря» була після його смерті написана на грецькій мові юдейським аристократом Миколою Дамаським. 
Знаменитий Плутарх написав лише дві імператорські біографії — Гальби і Отона. «Життя дванадцяти цезарів», починаючи з диктатора Гая Юлія Цезаря, і усіх правителів династій Юліїв-Клавдіїв і Флавіїв належать перу Гая Светонія Транквілла (70—160 рр.). Це був вершник, адвокат, який дослужився до посади імператорського секретаря, що відкрило йому доступ в імператорські архіви і до знайомства з обізнаними людьми. Тому в його творах багато достовірних відомостей. Схвалюючи монархію, він засуджує поганих монархів.
У IV ст. було написано твір «Про цезарів», короткі біографії імператорів від Августа до Констанція II. Автором їх визнається в науці Секст Аврелій Віктор. У IV ст. з’явилася збірка шести письменників «Історії про Августа», яка містить біографії імператорів від Адріана до Нумеріана (117—284 рр.). Історична цінність її різних частин неоднакова. Але це — одне з небагатьох творів, що описують історію III ст. з позиції сенаторської знаті.
Дещо відокремлено перебуває твір Тацита «Життєпис Юлія Агріколи», героєм якого виступає не імператор, а тесть автора, намісник у Британії (68—74 рр.). У цій праці багато даних про соціальний стрій, побут і боротьбу британців проти римського володарювання.
Спеціальна література, яка відображає життя Імперії, різноманітна. Трактати про сільське господарство Колумели (I ст.) і Паладія (IV ст.) малюють стан агрокультури. Це — важливі джерела по історії аграрних відносин і динаміку розвитку рабовласництва. Своєрідним джерелом для вивчення форм земельної власності і соціальних відносин республіки, особливо ранньої Імперії, є трактати римських землемірів — Юлія Фронтіна, двох Гигинів, Сікула Флакка, Агеннія Урбіка. У них містяться зведення про техніку межування полів і правила ведення земельних суперечок. До складу цих трактатів входить «Книга колоній», яка містить земельний кадастр Італії I ст. н. е. Практична спрямованість названих трактатів робить їх достовірними.
Так само практично орієнтовані «Десять книг з архітектури» Вітрувія Полліона. Вони адресовані як будівельникам, так і замовникам, дають уявлення не лише про будівельну техніку і мистецтво архітектора, але і про соціально-політичний аспект містобудування в епоху Августа.
«Короткий нарис військової справи» Флавія Вегеція Рената (IV ст.) є компіляцію відомостей, що відносяться і до Республіки, і до Імперії.
Для розуміння ідеологічних шукань важливі твори Луція Аннея Сенеки Молодшого, або Філософа (4 р. до н. е. — 65 р. н. е.), вихователя Нерона, що впав в немилість імператора і вимушеного накласти на себе руки. У його трактатах (про милосердя, про щасливе життя та ін.), в «Моральних листах до Луцилія» висловлені ідеї стоїчної філософії. Адептом стоїцизму виступає і імператор Марк Аврелій (II ст.) в творі «До самого себе», написаному грецькою.
Особлива група джерел представлена творами художньої літератури. Художні твори завжди є пам’ятниками ідей свого часу, але вони містять і безліч вказівок на різні сторони життя сучасного авторам або суспільства, що пішло в минуле. Дуже показово в цьому сенсі поетична творчість часу Августа. Так, Вергілій на матеріалі далекої старовини в «Енеїді» проголошував офіційну політичну програму імператора, а в «Буколіках» і «Георгіках» разом з виховними завданнями у дусі цієї програми дав багато живих подробиць побуту, господарства і громадських відносин цього часу. Горацій оспівував зовнішню політику Августа. Опальний поет Овідій намалював яскраві картинки міського життя, а в «Листах із Понта» і в «Тристіях», написаних у вигнанні,— риси природи і побуту далекого провінційного міста Томи.
Епоха Імперії — час розквіту сатиричного жанру. Наближений Нерона, талановитий письменник Петроній створив роман «Сатирикон», присвячений пригодам декількох молодих нероб. «Сатирикон» — яскраве полотно, що зафіксувало моральне падіння різних прошарків римського суспільства. У той самий час роман показує побут і господарство розбагатілих вільновідпущеників, кидає світло на соціально-економічний розвиток Імперії.
Строкатий побут, принизливе положення клієнтів-бідняків, соціальні контрасти «світового» міста античності з винятковою майстерністю представлені в «Епіграмах» іспанського уродженця Марціала (прибл. 40—102 рр.). Викривачем двору Доміціана і тиранічної суті його правління, що показував труднощі життя бідняків, у тому числі клієнтів, був поет, професійний ритор і декламатор Ювенал (прибл. 60—140 рр.).
Про релігійні переконання і побут різних груп провінційного населення в цікавій формі розповів Апулей (народ. прибл. 125 р.) в популярному романі «Метаморфози», або «Золотий осел».
В епоху Імперії отримали розвиток і такі області літератури, як листи і розмови. Серед риторів виділяються Сенека Старший (55 р. до н. е. — 40 р. н. е.) і Квінтиліан (30-ті роки — 96 р.), обидва родом з Іспанії. Вони створили праці для допомоги у вивченні ораторського мистецтва. Перший орієнтував на судове красномовство, другий звертав особливу увагу на загальноосвітню підготовку і методику навчання майбутніх риторів. Окрім судових розмов були поширені панегірики, що вихваляли імператорів. Зберігся панегірик Плінія Молодшого (61—114 рр.) Траяну, що виражає настрої сенатської знаті. Галльські панегірики на честь імператорів III—IV ст. відрізняються надмірними лестощами, але містять важливі дані про положення в провінціях, про палацовий церемоніал.
Цінним джерелом з історії пізньої Імперії є листи і поеми галльського аристократа Сідонія Аполлінарія, який розповів про готське завоювання римських земель.
Істотне значення для вивчення Імперії мають юридичні пам’ятники. Ранні з них — інституції, тобто підручники права. Збереглися інституції юриста Гая (II ст.). Більш пізні — це дигести (II—III ст.), тобто коментарі до законодавства і судової практики. На початок V ст. відноситься перший кодекс римського права, створений за дорученням імператора Феодосія II і названий його ім’ям, до VI ст.— кодекс Юстиніана. Найповнішою збіркою римського права є збірка, що дістала в XII ст. назву «Корпус цивільного права». До нього увійшли:
1. інституції;
2. дигести;
3. імператорські конституції, тобто встановлення, або кодекс Юстиніана;
4. новели, тобто конституції, видані після кодексу Юстиніана.

Кодекси відбивають соціально-економічні і політичні умови Імперії, а встановлення Юстиніана — і релігійне життя, у тому числі значення християнства.
Римська історія включає історію виникнення і розвитку християнства і християнської церкви. Пам’ятники цього історичного явища різноманітні. Це і матеріальні сліди, тобто поховання ранніх християн, і письмові джерела, в їх числі канонічні книги Нового Заповіту і апокрифи, тобто таємні, секретні християнські книги, що не увійшли до канону. Письмові пам’ятники представлені також творами апологетів, або батьків церкви,— Тертуліана (кінець II — початок III ст.), Орігена (початок III ст.) і авторів церковних історій — Евсевія Кесарійського (IV ст.), Августина Блаженного (V ст.), його учня Павла Орозія, що викривали язичницький Рим. Для з’ясування ідейних витоків раннього християнства мають значення Кумранські документи, тобто документи релігійної общини ессеїв. До джерел нехристиянської орієнтації відносяться свідчення античних авторів про християн — Тацита, Йосипа Флавія, Плінія Молодшого і античних критиків християнства.

## Проблема достовірності джерел
Встановлення міри достовірності і повноти відомостей, що містяться в джерелах — головне завдання джерелознавців. Для цього необхідно критично віднестися до джерел, виявити властиву їм тенденцію, порівняти свідчення різнорідних джерел, комплексно їх використати. Форми і прийоми роботи з джерелами постійно удосконалюються, застосовуються кількісні методи, хімічний аналіз матеріальних пам’яток, аерофотозйомка, фотозондування, стратиграфічні і підводні археологічні дослідження.

## Висновок
Джерела, свідоцтва яких дозволяють вивчати проблему соціально-політичного розвитку Стародавнього Риму, досить численні та різноманітні за їхнім характером. Комплексне використання всіх груп джерел дозволяє глибоко досліджувати характерні риси та особливості соціально-політичного життя римлян у цей складний період їх історії.

### Головні джерела

#### 1. Царський і республіканський період
Матеріальні пам’ятки: знаряддя праці, зброя, — палеоліт, неоліт; Рим — Палатин — система водостоку від VII ст. до н. е.; храм Вести, Згоди, Аппієв водопровід, форум Цезаря; написи на монетах.
Епіграфічні: найраніше — гр.написи з острова Іск'я; на території Риму — частина якогось етруського імені/слова на керамічному уламку VII ст. до н. е., римський напис із форума на кам’яній плиті, можливо — над могилою Ромула; елегії — надгробні написи на сімейних гробницях; державні акти — 187 р. до н. е. — заборона Вакханалій — містичні свята на честь бога Вакха (Діоніса), 45 р. до н. е. — Гераклейська таблиця Цезаря.
Писемні: офіційні записи (царські закони + щорічні списки — консульські фасти — 130 рік до н. е. — «Великі аннали »), усна народна творчість, відгуки греків («Одіссея», перша грецька згадка Риму — Гелланік Лесбоський, Порцій Катон Старший «Начала» — історія заснування Риму у поєднанні історією других племен, Діодор Сицилійський (90—21) — загальна історія в 40 книгах, Тіт Лівій (59—17) — «Історія Риму від заснування міста», Діонісій Галікарнаський — «Римські старожитності», Гай Юлій Цезар — «Записки про гальську війну», Цезарь Марк Тулій Цицерон (106—43) — «про закони», «про державу», Плутарх, Святоній Транквіл, Варрон, Страбон, комедії Павта).

#### 2. Період Імперії.
Матеріальна культура: храми на честь іноземних божеств-Мітреум, тріумфальні арки (Септимія Севера, Костянтина), колона Траяна, терми (особливо біля Авентина), кам’яні театри, цирки, похоронні комплекси; Помпеї, Остії, Геркулануми.
Нумізматичні, епіграфічні: офіційні документи (автобіографія Октавіана Августа) і особистого характеру, папірус (правові документи, переписка).
Писемні джерела: Корнелій Тацит (55—120) — «Історія», «Аннали»; Геродіан «Коротка історія Риму» (170—240); Аміан «Діяння» — до 378 року, IV ст. — Секст Аврелій Віктор «Про цезарів» — від Августа до Костянтина ІІ.
Спеціальна література: трактати про сільське господарство, будівництво, військову справу.
Художня література: Вергілій «Енеїда», Овідій «Листи з Понту», Апулій «Метаморфози».
Пам’ятки раннього християнства: праці Євсенія Кесарійського, Августина Блаженного, Фрідріха Енгельса.
Юридичні: підручники з права — Інституції; «Корпус цивільного права» (всі інституції, кодекс Юстиніана та конституції, видані після нього).